# Poříčí nad Sázavou
Poříčí nad Sázavou település Csehországban, a Benešovi járásban. Poříčí nad Sázavou Bukovany, Čerčany, Benešov, Mrač, Nespeky és Týnec nad Sázavou településekkel határos. Lakosainak száma 1632 fő (2024. január 1.).

## Népesség
A település lakosságának változását az alábbi diagram mutatja:
| Lakosok száma | 866  | 790  | 891  | 1050 | 945  | 1218 | 1263 | 1344 | 1494 | 1632 |
|               | 1869 | 1900 | 1921 | 1961 | 1980 | 2011 | 2016 | 2019 | 2021 | 2024 |